# Zuunmod
Zuunmod (Зуунмод) est une ville de 18 000 habitants située en Mongolie.

## Géographie

### Situation
Ville située au centre du pays, à 30 kilomètres de la capitale du pays, Oulan-Bator.

### Transport
Un aéroport.